# Włoska Partia Socjalistyczna
Włoska Partia Socjalistyczna (Partito Socialista Italiano, PSI) – nieistniejąca włoska centrolewicowa partia polityczna, założona w 1892, rozwiązana w 1994. Pierwsze włoskie w pełni nowoczesne ugrupowanie polityczne (partia polityczna). Przed 1976 roku zajmowała pozycje socjalistyczno-demokratyczne, natomiast od 1976 roku była partią socjaldemokratyczną.
W 1924 ludzie Benito Mussoliniego dokonali skrytobójczego mordu na Giacomo Matteottim, przywódcy socjalistów. PSI stała się aktywną częścią antyfaszystowskiej koalicji awentyńskiej. W 1926 jej kierownictwo uszło do Francji i zaangażowało się w ruch oporu, organizując własne oddziały partyzanckie. W 1942 rozpoczęto odbudowę PSI w kraju. W pierwszych powojennych wyborach partia zajęła drugie miejsce w kraju (wyprzedza ich tylko chadecja). W tym okresie ugrupowanie ulega radykalizacji politycznej i zbliża się do komunistów, m.in. organizując wspólne z nimi listy w wyborach w 1948.
Od 1948 PSI zaczęła dystansować się od komunistów i prezentować krytyczną postawę wobec ZSRR oraz państw „realnego socjalizmu”. Podjęła współpracę z chadekami, która zaowocowała w 1963 teką wicepremiera dla Pietro Nenniego.
Klęska wyborcza z 1994 roku doprowadziła do rozwiązania PSI. Od tego czasu wiele mniejszych ugrupowań uważa się za jej sukcesorów. Pośród nich dwie największe partie to Nuovo PSI i Włoscy Demokratyczni Socjaliści (SDI).

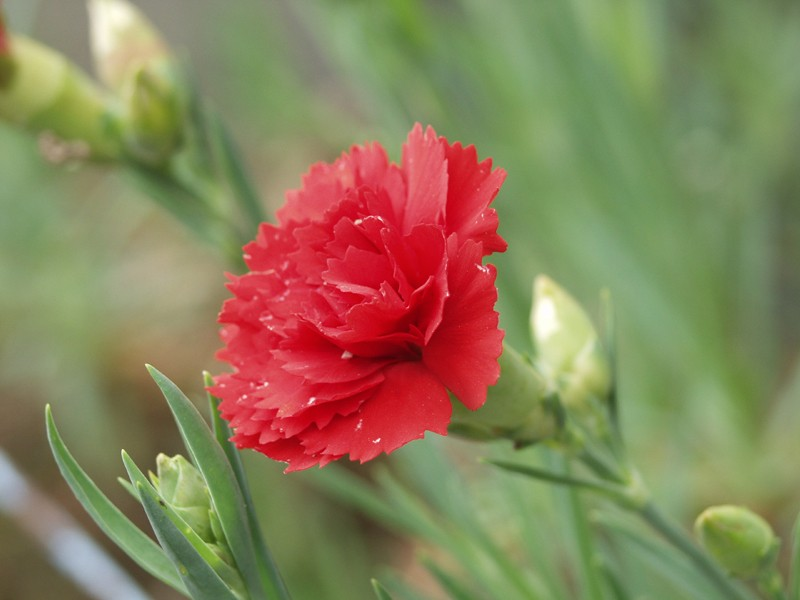
Czerwony goździk – symbol partii

## Historia

### Geneza
Początki ruchu robotniczego we Włoszech to okres drugiej połowi wieku XIX. Ruch robotniczy narodził się jako ruch opozycji wobec autokratycznego państwa tworzonego o przez liberalną prawicę. Represje ze strony rządu liberalnej prawicy stopniowo przestały skutkować i już w latach 70. władzę objęli przedstawiciele lewicy burżuazyjnej. Lewicowcy odrzucili gospodarczy liberalizm, prowadzili politykę interwencjonizmu gospodarczego i umocnili we Włoszech system demokratyczny. W 1882 roku lewica wprowadziła reformę praw wyborczych – do tej pory jedynie 2% ludności mogło brać dział w wyborach, w wyniku reformy próg ten zwiększono do 7% populacji. W warunkach liberalizacji i rządów burżuazyjnej lewicy doszło do przejściu ruchu robotniczego na pozycje bardziej centrowe.
Na początku lat 60. czy 70. w radykalnym ruchu robotniczym dominowały ruchy radykalne o charakterze ludowym czy rewolucyjnym a co najważniejsze anarchistycznym. Włochy jako jedyny kraj Europy w okresie po upadku Komuny Paryskiej (1871) odnotował znaczny wzrost wpływów ruchów socjalistycznych. Pod koniec XIX wieku, znacznie osłabły wpływów anarchistów (we Włoszech większość z nich popierała filozofię Michaiła Bakunina – anarchokomunizm), a na znaczeniu zyskał marksizm w rezultacie narodziły się nowe tendencje które nie wykluczały pokojowych i parlamentarnych form walki o prawa robotnicze.
Obok ruchu robotniczego we Włoszech na sile rósł radykalny nurt chłopski. Włoski ruch socjalistyczny jako jedyny w tym okresie nie spotkał się ze strony chłopów ze zjawiskami wzajemnej nieufności czy obojętności.
Nowoczesny socjalizm narodził się jako forma opozycji wobec polityki Francesca Crispiego przejawiającej się m.in. w autokratyzmie, kolonializmie, mocarstwowości i filogermanizmie. Środowiska opozycji w 1881 roku powołały Socjalistyczną Partię Rewolucyjną Romanii na czele z Andreą Costą. Wkrótce partia z Romanii poszerzyła swoją działalność na Emilię i Mantuę. W Lombardii w 1882 roku założona została Włoska Partia Robotnicza, w 1886 roku została ona zdelegalizowana przez władze ze względu m.in. na stale rosnące poparcie społeczne dla partii. Z kolei na odległej Sycylii powstawać zaczęły związki robotnicze. Duży wkład w jednoocznie środowisk włoskich socjalistów włożyli Antonio Labriola i Filippo Turati. Labriola wdawał pismo „Critica sociale” o profilu socjalistycznym, oprócz upowszechniania tej ideologii odegrało ono dużą rolę w procesie łączenia organizacji socjalistów w jednolitą partię.
W sierpniu 1892 roku w Genui odbył się zjazd organizacji socjalistycznych, anarchistycznych, samopomocowych i związkowych, w czasie jego trwania utworzono ogólnokrajową Włoską Partię Pracujących. W 1893 roku partia zmieniła nazwę na Włoska Socjalistyczna Partia Pracujących. W 1885 doszło do kolejnej zmiany nazwy tym razem na Włoska Partia Socjalistyczna pod którą to nazwą partia działała najdłużej.

## Historia partii

### Początki działalności
Zjazd z Genui przyjął program partii, zawarto w nim hasła według których walka robotników odbywać się miała poprzez m.in. walkę wyborczą. Deklarowano chęć walki o zdobycie władzy publicznej w administracji, gminach, państwie i przekształcenie tych struktur z narzędzi wyzysku w narzędzie ekonomicznego i politycznego wywłaszczenia klasy panującej.
W wyborach z 1892 roku, socjaliści uzyskali 26 tysięcy głosów, tym samym zdobyła 6 parlamentarzystów.
W 1893 roku w partii działało już 120 tysięcy Włochów co było jak na ówczesną sytuację polityczną swoistym rekordem. Partia zdobyła poparcia wśród robotników, średniej i drobnej burżuazji, inteligencji, chłopów, robotników rolnych, kół kulturalnych i naukowych. Choć oficjalnie w programie z 8 września 1893 roku przyjętego w czasie zjazdu Reggio Emilia, odrzucono możliwość współpracy z burżuazją i poparto walkę klasową, klasa ta stała się jednym z uczestników włoskiego ruchu socjalistycznego. Napływ do partii burżuazji związany był z protekcjonistyczną polityką rządu włoskiego który wspierał duży kapitał (blok agrarno-przemysłowy) a partia stała się siłą grupującą głównie robotników i drobnomieszczaństwo.
Socjaliści dążyli do liberalizacji systemu Włoch, krytykowali blok agrarno-przemysłowy dominujący w życiu politycznym do XX wieku, domagali się wprowadzenia ustawodawstwa socjalnego i ośmiogodzinnego dnia pracy. Socjaliści zajmowali pozycje radykalno-demokratyczne domagali się oni powszechnego prawa wyborczego i walki w obronie swobód konstytucyjnych. Partia znajdowała się pod wpływem rewizjonizmu myśli działaczy tj. Alexandre Millerand czy Eduard Bernstein. Rewizjonizm w przypadku Włoch jak pisał historyk włoskiego ruchu robotniczego, G. Trevisani – nie oznaczał jak w pozostałych krajach Europy, przystosowania się do aktualnych warunków politycznych i wdrażanie stopniowych zmian, lecz był uważany za instrument walki z istniejącym w kraju reżimem.
Do wzrostu poparcia dla socjalistów przyczyniły się kolejne kompromitacji agresywnej polityki rządu – Włochy odniosły klęskę w wojnie kolonialnej przeciwko Etiopii, a w kraju doszło do protestów przeciwko wzrostom cen. Odpowiedzią na protesty okazały się represje wobec ludowców i socjalistów. 22 października 1894 roku zdelegalizowano partię socjalistyczną. Rząd rozpoczął tłamszenie wystąpień społecznych, w czasie protestów w Mediolanie siły rządowe zabiły 50 osób.
Już po delegalizacji partii, 13 stycznia 1895 roku w Parmie odbył się zjazd partii. Zdecydowano się na ponowne przyjęcie programu z 1893 roku tym razem dodano do niego umiarkowane postulaty socjalno-gospodarcze. Na zjeździe zlikwidowano członkostwo indywidualne, odtąd działacze należeli do partii poprzez afiliowane organizacje tj. związki zawodowe, organizacje społeczne i samopomoce. W wyborach z 1895 roku kandydaci wywodzący się z ruchu socjalistycznego zdobyli 76 tysięcy głosów i 10 parlamentarzystów.
W lipcu 1896 roku odbył się IV Zjazd Włoskiej Partii Socjalistycznej, podjęto decyzję o uruchomieniu dziennika partyjnego, „Avanti!”, pierwszy numer pisma ukazał się 25 grudnia tego roku.

### Działalność WłPS w okresie rządów Giolittiego
W grudniu 1900 roku przeprowadzono pierwszy w historii kraju strajk generalny przeprowadzony w proteście przeciwko represjonowaniu ruchu związkowego. W wyborach z czerwca 1900 roku socjaliści uzyskali 33 mandaty (cała lewica zdobyła 95 posłów – wcześniej miała ich 67).
Pierwsze dziesięciolecie nowego wieku okazało się czasem liberalnych rządów Giovani Giolittiego. Giolitti i liberalna część burżuazji postulowała włączenie partii socjalistycznej do systemu rządów. Partia pozostawała jednak rozbita od zewnątrz i podzielona na frakcje; największą z nich było skrzydło reformistyczne Fillippo Turatima – skrzydło to nie tylko domagało się pośredniej współpracy z rządem, lecz udziału w koalicji rządowej. Przeciwko takim tendencjom wypowiadała się grupa skupiona wokół pisma „Avanguardia socialista”, prezentowała ona nurt drobnomieszczańsko-radykalny, na jego czele stali Enrico Ferri i Artur Labriola, tendencja ta poddawała krytyce reformizm kierownictwa partii.
Skrzydło reformistyczne dążyło do usunięcia z partii nurtu radykalnego jednak grupa rozwinęła swoje wpływy, już po zjeździe z Imoli (lato 1902 roku), radykałowie zdominowali kierownictwo partii. Także ze stanowiska dyrektora pisma „Avanti” ustąpił Leonidas Bissolati a jego miejsce zajął Enrico Ferri.
W 1901 roku socjaliści powołali organizację Federterra skupiającej robotników rolnych – w chwili założenia grupy liczyła ona 150 tysięcy członków (w 1906 roku liczyła już 280 tysięcy osób). W połowie września 1904 roku doszło do pierwszego ogólnokrajowego strajku generalnego we Włoszech. W 1906 roku z inicjatywy socjalistów powołano Włoską Powszechną Konfederację Pracy, 70% członków grupy liczyli działacze skupieni w Federterra.
W pierwszych latach nowego stulecia w partii wystąpiły silne prądy rewolucyjnego syndykalizmu wiązanego z Georgesem Sorelem. Zjazd partyjny w Bolonii z kwietnia 1904 roku okazał się kolejnym przeforsowaniem na stanowisku kierownictwa. Władzę w partii objęli przedstawiciele partyjnej skrajnej lewicy. IX Zjazd który odbył się dwa lata później był zjazdem na którym starły się ze sobą dwie największe frakcje – reformistyczna i rewolucyjna. Na zjeździe wyłoniła się trzecia z frakcji – integrystyczna zajmująca pozycje centrowe.
W 1905 roku doszło na kilka miesięcy do obalenia rządu Giovani Giolittiego, głównie na skutek protestów ze strony prawicy nacjonalistycznej i radykalnych socjalistów. Po nieudanych strajkach, we wrześniu 1908 roku zwołano X Zjazd, kierownictwo partii uznało strajk generalny jako jedynie „groźną broń”, takiej klasyfikacji sprzeciwili się rewolucyjni syndykaliści, w wyniku narastającego konfliktu, z partii jeszcze w czasie trwania Zjazdu, wydaleni zostali zwolennicy teorii syndykalistycznej. Niezadowoleni z polityki partyjnej skrajnej lewicy, działacze partii odsunęli tę frakcję od władzy i wybrali nowe kierownictwo składające się z przedstawicieli skrzydła reformistycznego. Także we Włoskiej Powszechnej Konfederacji Pracy władzę objęli reformiści a Bissolati przejął kierownictwo „Avanti!”. Nowe reformistyczne kierownictwo związku zawodowego objęło też hegemonię nad większością ruchu ludowego.

### W okresie wojny libijskiej i I wojny światowej
Rząd Giolittiego dążąc do zneutralizowania socjalistów i zaspokojenia żądań prawicy nacjonalistycznej rozpoczął bardziej agresywną politykę. W 1911 roku Włochy zaatakowały Turcję, zdobyły Dodekanez i Libię. W odróżnieniu od nieudanego podboju Etiopii, wojna kolonialna w Libii uzyskała aprobatę większości opinii społecznej. Z drugiej strony rząd podjął się też reform społecznych – zwiększono pensje dla nauczycieli, podniesiono wydatki na edukację, zreformowano prawa wyborcze wprowadzając ich powszechność (nie obowiązywało kobiet). Włoska Partia Socjalistyczna w większości tak jak światowy ruch socjalistyczny zajęła krytyczne stanowisko wobec wojen kolonialnych, wśród socjalistów znalazła się mała grupa reformistów – Bissolati, Bonomi i Cabrini – byli oni zwolennikami wojen kolonialnych a wkrótce dołączyli nawet do rządu Giolittiego. Decyzja o uczestnictwie w rządzie grupki reformistów spowodowała ich usunięcie z partii, założyli oni odrębne Partię Reformistyczną która nie zdobyła szerszego poparcia. Także entuzjazm wobec kampania libijskiej minął gdy osłabł nastroje nacjonalistyczne, okazało się, że wojna kosztowała zbyt wiele a Libia nie była „ziemią obiecaną”, lecz biednym i zacofanym krajem; doprowadziło to do wzrostu poparcia dla polityki socjalistóww.
Na skutek wojny libijskiej władzę w partii przejęło skrzydło radykalne i antywojenne. Jednym z najbardziej popularnych wśród Włochów, działaczy tego skrzydła był Benito Mussolini, który objął stanowisko redaktora pisma „Avanti!”. W czerwcu 1914 roku w Romanii i Marchii wybuchły walki zwane „czerwonym tygodniem”, dla prawicy nacjonalistycznej były one widmem rewolucji. W 1915 roku Włochy przystąpiły do wojny światowej. Socjaliści sprzeciwiali się wojnie, partia przyłączyła się do konferencji zimmerwaldzkiej. W programie partii na wniosek sekretarza Constantino Lazzariego wpisano formułę „Nie przyłączać się, lecz i nie sabotować!”.
Były pacyfista, Benito Mussolini opowiedział się niespodziewanie za udziałem w wojnie i przyłączył się do popierających wojnę prawicowych nacjonalistów. Mussolini ponadto otrzymywał za agitację prowojenną pieniądze od rządu francuskiego, pieniądze bezpośredni przekazywali mu francuscy działacze. W ramach partii socjalistycznej został on uznany za zdrajcę i został z niej wydalony. W 1919 roku Mussolini założył ruch faszystowski.
W wyniku wojny zginęło 600 tysięcy Włochów, doszło do olbrzymiego kryzysu gospodarczego i ogromnych strat materialnych. W kraju zaczęły wybuchać strajki, zdemobilizowani chłopi zajmowali siłą ziemię należącą do obszarników, w dolinie Padu doszło do strajków robotników rolnych, we Włoszech środkowych do strajków dzierżawców. Ponadto strajkowali pracownicy służb publicznych w tym urzędnicy ministerstw. Niekiedy strajki przybierały charakter zbrojnych powstań. W lipcu 1919 roku wybuchł strajk generalny stanowiący poparcie dla rewolucji rosyjskiej. W odpowiedzi na mające w całym kraju miejsce zrywy rewolucyjne, koła przemysłowo-agrarne wspierały występujące przeciwko lewicy, organizacje terrorystyczne o charakterze nacjonalistycznym. W wyniku chaosu w kraju, wzrosły też tendencje rewolucyjne w partii socjalistów. Marginalna grupa marksistowskiej lewicy partyjnej opowiedziała się za działaniami rewolucyjnymi, wśród działaczy tej grupy znaleźli się przyszli komuniści tacy jak Palmiro Togliatti i Antonio Gramsci. W 1919 roku doszło do 1663 strajków przemysłowych i 208 rolniczych. W 1920 roku liczba strajków przemysłowych wzrosła do 1881 a wiejskich do 189.
Partia socjalistyczna liczyła wówczas 200 tysięcy działaczy a jej związek zawodowy 2300 tysięcy W wyborach z jesieni 1919 roku socjaliści zdobyli 156 parlamentarzystów oraz zdobyli władzę w 25 prowincjach i 2162 gminach.
Do ostatecznego rozłamu doszło 21 stycznia 1921 roku gdy entuzjaści Międzynarodówki Komunistycznej odeszli z partii w czasie XVII Zjazdu w Livorno, 21 stycznia 1921 roku. Rozłamowcy stworzyli partię o nazwie Komunistyczna Partia Włoch (od 1943 roku pod nazwą Włoska Partia Komunistyczna). W głosów wewnątrzpartyjnym zwolennicy frakcji demokratyczno-rewolucyjnej zwani „maksymalistami” uzyskali 98028 głosów, komuniści 58783 głosy, a reformiści zaledwie 14685.

### Rozłam w ruchu robotniczym
Choć z partii odeszli komuniści, większość partii poparło wcześniejszą decyzję o akcesji do Kominternu. W partii nasilił się starcia wewnątrzpartyjne między reformistami a skrzydłem rewolucyjno-demokratycznym. Duże wpływy uzyskał odłam skupiony wokół pisma „Piu Avanti!”, odłam ten uważał, że należy kontynuować współpracę z Kominternem. XIX Zjazd WłPS z października 1922 roku zakończył się wykluczeniem z partii reformistów, uchwałą ta przyjęta została z wniosku Giacinto Serratiego. W uchwale napisano m.in. o tym że partia socjalistyczna potwierdza dołączenie do Kominternu. Skrzydło reformistów jeszcze w październiku tego samego roku utworzyło Jednościową Partię Socjalistyczną, jej sekretarzem został Giacomo 419a przewodniczącym został Filippo Turati. Organem partii było pismo „La Giustizia” a jego redakcją kierował Claudio Treves.
Z czasem gdy stopniowo wygasało wrzenie rewolucyjne, do większości powróciła frakcja neocentrowa. Na IV Kongresie Kominteru na jesieni 1922 roku, władzę organizacji potwierdził przynależność Włoskiej Partii Socjalistycznej do jej struktur. Największe kontrowersje wzbudziło sugerowanie aby obie partie się zjednoczyły i akceptacja 21. punktów Kominternu – decyzji tej sprzeciwili się zarówno liderzy komunistów, jak i socjalistów. W partii komunistycznej władze wówczas objęła grupa skrajnej lewicy na czele z Amadeo Bordigą, działacze tej grupy byli przeciwni współpracy z ruchem socjalistycznym, natomiast liderzy socjalistów założyli Komitet Porozumiewawczy (w jego skład wszedł np. Nietro Nenni), grupa ta przejęła dziennik „Avanti!”, a na XX Zjeździe partii w Mediolanie z wiosny 1923 roku, działacze Komitetu przeforsowali uchwałę o odrzucenia planu zjednoczenia z partią komunistów. Partia pozostawała wtedy w trudnej sytuacji, jej przywódca, Giacinto Serrati przebywał w areszcie. W październiku 1923 roku doszło do kolejnej utraty członków – z partii wykluczeni zostali zwolennicy połączenia z partią komunistyczną na czele z samym liderem partii, Serratim, rozłamowcy dołączyli do Komunistycznej Partii Włoch.

### W okresie faszyzmu
Od 1919 do 1920 roku socjaliści i faszyści toczyli ze sobą walki uliczne. W 1919 roku Partia Socjalistyczna utworzyła w Turynie, Armię Czerwoną, oprócz tego zorganizowaną Krajową Konfederację Czerwonego Harcerstwa i Rowerzystów (pierwsza z organizacji pełniła funkcję paramilitarną, druga natomiast była organizacją młodzieżową).
W kwietniu 1924 roku przeprowadzono wybory. Zostały one przeprowadzone według nowej ustawy wyborczej faworyzującej rządzących faszystów. Mimo terroru ze strony faszystów głosy opozycji nie spadły tak drastycznie jak chcieli tego faszyści – socjaliści uzyskali 756 tysięcy głosów (poprzednio było to 1,6 miliona) a komuniści 268,2 (poprzednio 304,7 tysięcy). 30 maja w parlamencie, poseł socjalistyczny Giacomo Matteotti ujawnił fałszerstwa, których dopuścił się rząd faszystowski. 10 dni później został on pojmany przez faszystów i zamordowany, jego zwłoki znaleziono miesiąc później. Zbrodnię potępiły tą partie polityczne. Wywołało to kryzys rządowy faszystów którzy jednak zaostrzyli terror i przeszli na bardziej prawicowo-autorytarne pozycje. 3 stycznia 1925 roku w parlamencie, Mussolini potwierdził odpowiedzialność rządu za morderstwo na opozycjoniście. Partie opozycji – socjaliści, katolicy, komuniści i liberałowie (łącznie 127 posłów) w odpowiedzi na mord utworzyły tzw. opozycję akwentyńską i opuścili parlament do czasu kiedy zabójstwo nie zostanie wyjaśnione, w 1926 roku reżim wygasił ich mandaty a 100 posłów zostało aresztowanych.
25 listopada faszyści wprowadzili „ustawę w obronie państwa” od tamtego czasu Włochy stały się państwem jawnie totalitarnym; rozwiązano i zdelegalizowano wszystkie partie opozycji, zlikwidowano swobody demokratycznego, utworzono Trybunał Specjalny, wprowadzono karę śmierci, rozbudowano model państwa policyjnego, znacznie ograniczono możliwości wyjazdu za granicę i wjazdu do Włoch. Większość opozycji partyjnej w praktyce zaniechała działalności a jej najważniejsi członkowie udali się na emigrację, w kraju kontynuował działalność głównie partia komunistyczne która współtworzyła podziemie antyfaszystowskie. 10 grudnia 1926 roku socjaliści we Francji powołali nowe władzę i rozpoczęli wydawanie pisma „Bollettino del Partito socialista italiano”.
W kwietniu 1930 roku z inicjatywy Włoskiej Ligi Praw Człowieka założono Zgrupowanie Antyfaszystowskie. Zgrupowanie była koalicję Włoskiej Partii Socjalistycznej, republikanów, Giustizia e Libertà (powstały w 1929 roku ruch oporu, powstał z inicjatywy braci Rosseliego i Emilio Lussu oraz Fausto Nitti którzy uciekli z obozu na Wyspach Liparyjskich, w polskim przekładzie – Sprawiedliwość i Wolność) i Zjednoczona Partia Socjalistyczna Tratiego która na emigracji przyjęła nazwę – Włoska Socjalistyczna Partia Pracujących.
Głównym teoretykiem partii był Giuseppe Saragat łączył on liberalizm i austromarksizm, popierał zjednoczenie ruchu socjalistycznego. W marcu 1930 roku na zjeździe w Grenoble we Francji, działacze popierający zjednoczenie odeszli od tzw. „maksymalistów” i w lipcu tego samego roku zorganizowali Kongres Jedności w Paryżu na którym zjednoczono Włoską Partię Socjalistyczną i Włoską Socjalistyczną Partię Pracujących. W lipcu 1931 roku zjednoczeni socjaliści podpisali pakt z Giustizia e Liberta. W wyniku traktatu na zjazdach obu grup wymianie obserwatorów organizacji. Pod koniec 1931 roku podpisano kolejny pakt na linii partia socjalistyczna-Giustizia e Liberta, w jego wyniku to Giustizia e Liberta przypadła rola rozwijania ruchu oporu we Włoszech.
Na jesieni 1935 roku w Brukseli zorganizowano emigracyjny kongres Włochów. Środowiska emigracyjne potępiły inwazję Włoch faszystowskich na Etiopię. Współpraca między opozycją a zwłaszcza między komunistami oraz socjalistami zacieśniła się po wybuchu hiszpańskiej wojny domowej, gdy emigracja poparła republikanów. Brygady Międzynarodowe, skupiające ochotników walczących po stronie legalnego rządu liczyły 3354 Włochów, 1819 z nich było związanych z partią komunistyczną, 310 z socjalistami, republikanami i Giustiza e Liberta a 1096 nie było związanych z żadną z partii.
26 lipca 1937 roku podpisano pakt o jedności pomiędzy socjalistami a komunistami. Obie partie liczyły m.in. żądanie amnestii dla więźniów politycznych, potępienie anszlusu Austrii, wprowadzenie swobód demokratycznych i związków etc. Punkt siódmy umowy zawierał informacje o zjednoczeniu partii klasy robotniczej a winnym artykule zapisano, że celem socjalistów i komunistów jest „obalenie reżimu faszystowskiego i kapitalizmu oraz budowa socjalistyczne społeczeństwa”.
W październiku 1941 roku w Tuluzie ugrupowania antyfaszystowskie w tym socjaliści podpisali pakt w którym wezwali Włochów do obalenia dyktatury faszystowskiej. Od roku 1942 we Włoszech miejsce miały walki polityczne, strajki i demonstracje. Pod koniec roku z inspiracji komunistów założone zostały komitety frontu narodowego. W marcu 1943 roku włoska lewica; socjaliści, komuniści i Sprawiedliwość i Wolność utworzyły Komitet Akcji o Zjednoczenie Ludu Włoskiego. KAZLW był zalążkiem koalicji partii demokratycznych, Komitetu Wyzwolenia Narodowego.
W lutym i w marcu 1943 roku wybuchł strajki w tym w ośrodkach Fiata w Mediolanie i w innych ośrodkach północnowłoskich. Rosnące niezadowolenie z rządów faszystowskich doprowadziło do zamachu stanu przeprowadzonego przez siły prawicowe skupione wokół monarchy. 25 lipca 1943 roku puczyści aresztowali Benito Mussoliniego, a na skutek braku poparcia społecznego reżim upadł. Nowym przywódcą Włoch został wojskowy Pietro Badoglio.

### Odbudowa partii
Po wyzwoleniu Włoch, działalność wznowiły partie tworzące opozycje demokratyczno-antyfaszystowską w tym socjaliści. Lewica rozwijała działalność głównie na wyzwolonych południowych obszarach Włoch (na północy utworzono satelickie państewko nazistowskie). 4 sierpnia i 28 września 1943 roku kierownictwa partii socjalistycznej i komunistycznej ogłosiły kolejne deklaracje – potwierdzono koordynacje i jedność klasy robotniczej oraz powołano komisje polityczne i związkowe, do kolejnego porozumienia doszło 8 sierpnia następnego roku. Włoska Partia Socjalistyczna próby odbudowy struktur podjęła się we wrześniu 1942 roku, 22 sierpnia doszło do zjednoczenia ruchu socjalistycznego – Włoskiej Partii Socjalistycznej, Ruchu Jedności Proletariackiej (powstał w styczniu 1943 roku w Mediolanie) i Jedności Proletariackiej. Nowa zjednoczona partia przyjęła nazwę Włoska Partia Socjalistyczna Jedności Proletariackiej. W manifeście partia głosiła postulaty walki klasowej, zniszczenia burżuazji, budowy władzy proletariackiej, oraz ogłosiła postulat połączenia z partią komunistyczną. Sekretarzem wybrano Pietro Nenniego a jego zastępcą Andreoniego i przyszłego prezydenta Włoch, Alessadra Pertiniego.
Socjaliści kontynuowali działalność w Komitecie Wyzwolenia Narodowego. Do Komitetu w tym czasie należeli też chadecy, liberałowie, republikanie, komuniści i Partia Czynu. Domagano się ustanowienia systemu republikańskiego, zdaniem przedstawicieli Komitetu, monarchia przyczyniła się do dojścia do władzy faszystów. Komitet nie uznawał wybranego przez króla, rządu Badoglio, w zamian za to postulowano nowego rządu; szerszego pod względem zaplecza politycznego i korzystającego z uprawnień konstytucyjnych. Na skutek poparcia dla monarchii ze strony Wielkiej Brytanii, Włochy stanęły na progu kryzysu instytucjonalnego. Wiosną 1944 roku socjaliści poparli pomysł komunistów aby przeprowadzić po wojnie plebiscyt nt. przyszłego ustroju Włoch.
Działalność socjalistów w rządzie opierała się na gradualistycznej koncepcji rozwoju sytuacji – zakładano stopniowe przejście od walki antyfaszystowskiej po obalenie monarchii, utworzenie republiki i stworzenie systemu radykalno-demokratycznego, a na końcu budowy socjalizmu. Partia przyczyniła się do walki zarówno zbrojnej – w północnych rejonach kraju, jak i politycznej – na południu. Odegrała dużą rolę w ludowym referendum z połowy 1946 roku w którym poparła utworzenie demokratycznej republiki i likwidacji monarchii i doprowadziła do ustanowienia w 1948 roku nowej konstytucji.
Gdy marszałek Pietro Badoglio w kwietniu 1944 roku utworzył drugi rząd o charakterze tymczasowym w jego skład weszli przedstawiciele partii antyfaszystowskich – Chrześcijańskiej Demokracji, socjalistów, komunistów, Partii Czynu i Włoskiej Partii Liberalnej. Rząd ten działał do lipca tego samego roku w którym został on utworzony. Socjaliści weszli też do rządu byłego socjalisty, Ivanoe Bonomiego (od lipca do grudnia 1944). Socjaliści odeszli z rządu, oskarżając Bonomiego o to, że próbuje ograniczyć wpływy Komitetu Wyzwolenia Narodowego kosztem monarchii. W lipcu 1945 roku socjaliści wstąpili do rządu Ferrucio Parriego współtworzonego przez Komitet Wyzwolenia Narodowego. Przystąpiono także do rządu chadeka Alcide De Gasperiego (pierwszy rząd Gasperiego istniał do grudnia), wraz z socjalistami do rządu należeli przedstawiciele pozostałych partii KWN (liberałowie w czerwcu 1946 roku zastąpieni zostali przez polityków Włoskiej Partii Republikańskiej).
W wyborach w 1946 roku partia uzyskała 20,72% głosów (4 77 749 głosy i 115 i miejsc w parlamencie) dla porównania pozostałe siły centrolewicy zdobyły – Partia Czynu 2,03% a Partia Socjaldemokratyczna zaledwie 0,01%. Socjaliści ustąpili rząd 2 lutego 1947 roku na skutek kryzysu związanego z wybuchem zimnej wojny. Ponownie przystąpili do rządu który funkcjonował do 31 maja 1947 roku gdy rozpadł się na skutek wydalenia z rządu polityków socjalistycznych i komunistycznych oraz rozłamu w dotychczasowym włoskim ruchu antyfaszystowskim.

### Zimna wojna – rozłam w partii i utworzenie Partii Pracujących
Gdy pod koniec lat 40. doszło do rozłamu w sojuszu alianckim, Stany Zjednoczone i ZSRR gwałtownie zmieniły wzajemny stosunek do siebie. Wzrost tendencji antykomunizmu przejawiał się też wewnątrz partii socjalistycznej.
9 stycznia 1947 roku zwolennicy tendencji reformistyczno-socjaldemokratycznej na czele z Saragatą założył na kongresie w Pałacu Barberinich, nową partię pod nazwą Włoska Socjalistyczna Partia Pracujących. Partia Pracujących odwoływała się do tradycji włoskiego reformizmu, operowała hasłami autonomii politycznej oraz organizacyjnej, antykomunizmu, a pod względem ideowym zbliżona była do partii socjaldemokratycznych Zachodniej Europy, tworzących prawicowy nurt tej ideologii. Do Partii Pracujących dołączyło 200 tysięcy działaczy dotychczasowej partii socjalistycznej (przed rozłamem liczyła 923 tysięcy członków), za nową partią opowiedziało się też 52 parlamentarzystów socjalistycznych (było ich ogółem 115, a więc odeszło 45% posłów) i siedmioro członków kierownictwa partii socjalistycznej (na 15). Do partii dołączyli m.in. Mondolfo, Matteotti, Modigliani, D’Aragon. Organem prasowym partii było pismo „l’Umanita”.
W 1947 partia socjalistyczna powróciła do tradycyjnej nazwy – Włoska Partia Socjalistyczna. Partia kontynuowała sojusz z komunistami i politykę frontu ludowego. W maju 1947 roku partia liczyła 822 tysięcy członków. W kwietniu 1948 roku, socjaliści wystartowali wraz z komunistami jako Demokratyczny Front Ludowy, socjaliści zdobyli 50 mandatów (Demokratyczny Front Ludowy zdobył łącznie 182 mandaty i 31,03% głosów). W połowie 1948 roku doszło do wybuchu kolejnego kryzysu politycznego, doszło wówczas do zamachu na lidera komunistów, Palmiro Togliattiego, wybuchł wówczas protestacyjne strajki a duża część komunistów spontanicznie przystąpiła do walk ulicznych. W 1948 roku partia liczyła zaledwie 249 tysięcy członków.
Partia socjalistyczna przeżywała również problemy międzynarodowe – konferencja europejskich partii socjalistycznych w Zurychu z czerwca 1947 roku nie dopuściła Włochów do udziału w konferencji nawet jako obserwatorzy, w listopadzie tego samego roku konferencja międzynarodowa socjalistów z Antwerpii nie dopuściła ich do udziału ze względu na sojusz z komunistami w ramach Demokratycznego Frontu Ludowego. Na konferencje tej nie przyjęto też bardziej prawicowej, Włoskiej Socjalistycznej Partii Pracujących.
Wybory z 18 kwietnia 1948, wygrała w nich Chrześcijańska Demokracja, Partia Pracujących zdobyła 7,09% (1858346 głosy), przedstawiciele partii ze względu na obawy przed „socjalkomunistycznym totalitaryzmem” poparli rząd centroprawicy. W grudniu Partia Pracujących dołączyła do rządu chadeków. Partia uzasadniła swoją decyzję troską o to aby nie dopuścić do tego aby „kraj ześliznął się a prawo”. W 1952 roku Partia Pracujących zmieniła nazwę na Włoska Partia Socjaldemokratyczna. Grupą parlamentarną partii był Związek Socjalistów (do klubu należeli też niezależni i wywodzący się z rozwiązanej w maju 1947 roku, Partii Czynu – jej członkowie zasili partię socjaldemokratyczną i socjalistyczną) Po raz kolejny socjaldemokraci przyłączyli się do prawicowego rządu powstałego w zimie 1954 roku.
WłPS została przyjęta do międzynarodowej organizacji socjalistów, COMISCO. W marcu 1948 roku COMISCO potępiło partię za nawiązanie sojuszu z Włoską Partią Komunistyczną, a w 1949 roku podjęła decyzję o wydaleniu WłPS z grupy. W grudniu 1949 roku w WłPS doszło do kolejnego rozłamu, w jego wyniku powstała Zjednoczona Partia Socjalistyczna. Podstawą rozłamu była niechęć części działaczy umiarkowanych związana z usunięciem partii z COMISCO. W lipcu 1950 roku COMISCO przyjęło jako członków tymczasowych – Partię Pracujących i Zjednoczoną Partię Socjalistyczną. Partia Pracujących i Zjednoczona Partia Socjalistyczna połączyły się w dniu 1 maja 1951 roku i od tamtej pory reprezentowały ruch socjalistycznych w organizacjach międzynarodowych ruch robotniczego.

### Polityka partii na początku zimnej wojny; początek rewizji poglądów
Na początku zimnej wojny partia prezentowała stanowisko proradzieckie. W lutym 1952 roku socjaliści sprzeciwili się wobec planu Schumana (plan zakładający integrację krajów Europy zachodniej) – socjaliści widzieli w nim możliwe zagrożenie dla suwerenności i pozycji państwa na pozycji międzynarodowej. Socjaliści potępili NATO i przynależność do tegoż paktu, socjaliści uważali że zobowiązania Włoch są zbyt wysokie. W zamian socjaliści proponowali budowę bliższych relacji z demokracjami ludowymi Europy i Azji. W wyborach w 1953 roku Partia Socjalistyczna uzyskała 12,73% poparcia (socjaldemokraci natomiast 4,52%).
Socjaliści skupieni w WłPS pozostawali w opozycji do rządu chadeków. Na początku lat 50. socjaliści dalej współpracował z WłPK choć stopniowo doszło do dystansowania się od kierownictwa komunistów w sprawach polityki zagranicznej, jak i wewnętrznej. Na zjeździe z 31 marca 1955 roku, sekretarz Pietro Nenni zaproponował dialog z partiami katolicki (czyli także z chadekami). Nenni w sierpniu 1956 roku zorganizował spotkanie przywódców partii centrolewicy, odbyło się ono w Prolognan. W październiku 1956 roku socjaliści zrezygnowali z kontynuacji paktu o jedności działań z partią komunistyczną, zastąpiono go dość ogólnikowym paktem o konsultacjach na linii socjaliści-komuniści. Po powstaniu węgierskim 1956 doszło do poważnej rewizji programu partii. Na XXXII Zjeździe partii z lutego 1957 roku skrytykowano koncepcję frontu ludowego i podkreślono rolę stosowania metod demokratycznych w procesach reform socjalistycznych.
Zmianie uległo też nastawienie do pomysłów integracji krajów Europy zachodniej. WłPS co prawda oceniła krytycznie działanie Europejskiej Wspólnoty Gospodarczej, w głosowaniu w parlamencie na temat przystąpienia Włoch do tejże instytucji nie zagłosowali jednak przeciw członkostwu. W przeciwieństwie do głosujących przeciw komunistom, socjaliści wstrzymali się od głosu. W wyborach w 1958 roku WłPS zdobyła 14,26% (socjaldemokraci zdobyli 4,56%).
W sierpniu 1960 roku deputowani socjalistyczni wstrzymali się od głosowania w sprawie wotum dla rządu Amintore Fanfaniego. WłPS prowadziła względem centroprawicowego rządu tzw. politykę życzliwej neutralności. W marcu 1962 roku socjaliści podobnie jak w 1960 udzielili poparcia centroprawicy (rząd powstał przy poparciu socjaldemokratów, chadeków i republikanów), tym razem socjaliści uzależnili swoje poparcie od tego czy rząd centroprawicy zrealizuje część postulatów socjalistów.
Głównymi żądaniami socjalistów były – nacjonalizacja przemysłu energetycznego, decentralizacja i zreformowania administracji (utworzenie regionów), demokratyzacji edukacji i rewindykacji tj. zwiększenie rent i emerytur niektórych grup zawodowych czy ulgi dla rolników indywidualnych. Centroprawica przychylnie przyjęła część postulatów socjalistów i związków zawodowych – pod koniec 1962 roku znacjonalizowano przemysł energetyczny. Nacjonalizacja zbliżyła WłPS do centroprawicy a 5 listopada 1963 roku socjaliści dołączyli do rządu. Na czele rządu chadeków z udziałem socjalistów stanął polityk centrowo-chadecki Aldo Moro a wicepremierem został Pietro Nenni.
W wyborach w 1963 roku socjaliści zdobyli 13,87% głosów a socjaldemokraci 4,56%.
Chadecy zbliżyli się w stronę centrum a rząd przyjął rolę rządu centrolewicowego. Miało to miejsce w czasie odprężenia na linii blok zachodni-wschodni. Utworzenie rządu doprowadziło do izolacji partii komunistycznej choć na szczeblu lokalnym socjaliści współpracowali z partią komunistów. Sojusz z chadekami wzbudził pewne kontrowersje wśród socjalistów, na XXXV Zjeździe partii w dniach 25-29 października 1963 roku doszło do sporu między lewicową większością partyjną nazywaną „autonomistami” a centrową mniejszością.
Część lewicy partii w styczniu 1964 roku odeszła z partii i utworzyła partie pod nazwą Włoska Partia Socjalistyczna Jedności Proletariackiej, nowa partia protestowała przeciwko antykomunistycznej polityce kierownictwa WłPS. Z WłPS odłączyło 7 członków Kierownictwa, 35 KC, 25 posłów, 12 senatorów i 200 tysięcy członków. Rząd socjalistyczno-chadecki przystąpił do realizacji szeregu postulatów socjalnych i budowy podstaw państwa opiekuńczego.
W grudniu 1964 roku odbył się pierwszy zjazd WŁPSJP na którym działacze partii potwierdzili swój udział w wyborach parlamentarnych w 1968 roku (partia dostała się do parlamentu). Ugrupowanie przed rozwiązaniem liczyło 4,7 tysięcy członków. W 1972 roku partia połączyła się z Włoską Partią Komunistyczną.

### Współpraca z centrystami
Po odejściu lewicy partyjnej, WłPS nawiązała szeroką współpracę z socjaldemokracją. W styczniu 1966 roku XIV Zjazd Włoskiej Partii Socjaldemokratycznej wezwał do połączenia WłPSD z WłPS. W październiku tego roku w czasie obrad Socjalistycznej Konstytuanty doszło do utworzenia Zjednoczonej Partii Socjalistycznej (początkowo działała pod nazwą WłPS-WłPSD Zjednoczone). Wyeliminowano różnice ideologiczne i programowe. Partia poparła ekonomiczną integrację Europy zachodniej i członkostwo Włoch w NATO które uznały za „narzędzie koniecznej solidarności obronnej”. Partie zachowały jednak odrębność strukturową. Formalne zjednoczenie miało nastąpić w 1968 roku do czego jednak nie doszło – lewicowi socjaliści krytykowali centrowych socjaldemokratów ze względu na poparcie tych dla drugich dla polityków liberalnych czy utratę przez tę partię oblicza partii klasowej.
W lipcu 1969 roku po porażce wyborczej lewicy z 1968 roku doszło do ponownego rozłamu między socjalistami a socjaldemokratami. W lipcowych wyborach socjaliści startując jako Zjednoczona Partia Socjalistyczna uzyskali 14,51% przeciwna porozumieniu z socjaldemokratami WłPSJP zdobyła 4,46% (prawie półtora miliona głosów).
W 1969 roku we Włoszech doszło do serii strajków, zamieszek studenckich i fali zamachów terrorystycznych organizowanych przez skrajną prawic, Włochy znalazły się nawet w obliczu zamachu stanu skrajnej prawicy. W latach 1971–1973 socjaliści pozostawali w opozycji. W 1973 roku na krótko powrócili do rządu. Z rządu wystąpiła ponownie w 1974 roku i w opozycji pozostała przez trzy lata. W 1972 roku XXXIX Zjazd WłPS zatwierdził program budowy „lewicowej alternatywy”.
Do słabości socjalistów przyczynił się wzrost pozycji komunistów – 1970 roku partia liczyła 1507 tysięcy członków, a w ciągu siedmiu lat liczba członków partii wzrosła do 1814 tysięcy. w wyborach w 1976 roku partia uzyskała 34% poparcia (w poprzednich wyborach było to 27% głosów). W obliczu wzrostu sił komunistów na jesieni 1973 roku doszło do „kompromisu historycznego”, czyli zawarcia sojuszu grupującego komunistów, socjalistów, demokratów i chadeków. Włączenie partii komunistycznej do współpracy z partiami centrum i centroprawicy były postulatem powstałym już w 1970 roku gdy frakcja „autonomistów” wewnątrz WłPS domagała się utworzenia „nowej równowagi” w ustroju politycznym kraju – rozumiano przez to szerszą współpracę pomiędzy największymi partiami, a więc chodziło o m.in. partie komunistyczną.
W 1972 roku WłPS zdobyła 9,62%, WłPSD 5,15 a WłPSJP 1,95%.

### Krótkie rządy autonomistów

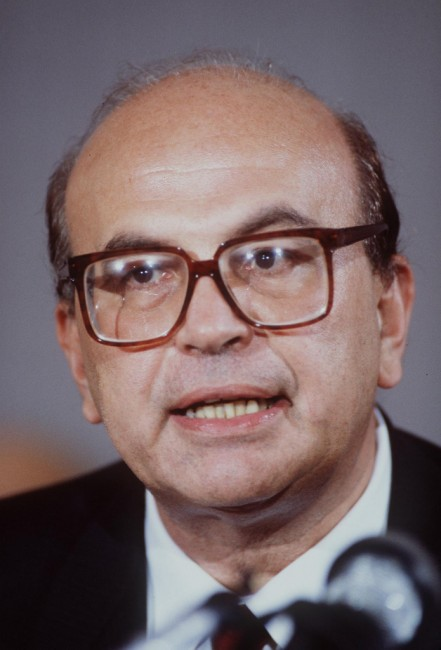
Bettino Craxi lider partii w latach 1976–1993

W lipcu 1976 roku po wyborach, które okazały się wielkim zwycięstwem komunistów (kosztem socjalistów i socjaldemokratów którzy uzyskali odpowiednio 9,67% i 3,38%), w partii socjalistycznej doszło do zmian w Komitecie Centralnym. Na plenum KC De Martino został skrytykowany za swoją dotychczasową politykę, w rezultacie czego złożył on dymisję. Władzę w partii przejął przedstawiciel „autonomistów” Bettino Craxim. Utrzymano współpracę z innymi partiami lewicy. W 1977 roku WłPS odegrała rolę inicjatora w podpisaniu porozumienia programowego sześciu największych partii Włoch. W 1978 roku utworzono nową większość parlamentarną z udziałem socjalistów.
Na XLI Zjeździe WłPS z przełomu marca i kwietnia 1978 roku przyjęto nowy program partii. Według nowego programu WłPS zmierza w stronę utworzenia społeczności wolnej od nierówności wynikających z podziałów klasowych. Motywem programu stała się wolność człowieka i humanistyczne warunki życia pracy. Partia postulowała „demokratyczną ewolucją kapitalizmu ku socjalizmowi”. Reformy powinny operować wokół celów całego społeczeństwa i modyfikować system władzy na korzyść ludzi pracy. Przejście z kapitalizmu do socjalizmu socjaliści uważali za historycznie uwarunkowaną konieczność a przejście do socjalizmu miało być niedopuszczeniem do „groźbie nowoczesnego barbarzyństwa, regresu i dezintegracji społecznej”.
Partia zaproponowała utworzenie szerokiego sojuszu sił dążącego do przebudowy Włoch w społeczeństwo oparte na zasadach socjalizmu. XLI Zjeździe doszło do wzmocnienia nowego „autonomistycznego” kierownictwa z Bettino Craxim na czele a większość uzyskał postulat „strategii alternatywy socjalistycznej” przedstawiony przez autonomistów. Nowy plan „polityki jedności narodowej” zakładał współpracę socjalistów z socjaldemokratami i komunistami przeciwko rządzącym chadekom, politykę tę dyktować miał stan „pilnej konieczności Włoch (trwający kryzys gospodarczy, a także terroryzm).
Po zabójstwie byłego lidera chadeków Moro w 1978 roku doszło do powrotu chadeków do dawnych koncepcji operujących pomiędzy centrum a centrolewicą. Zwrot chadeków spowodował zamieszenie wewnątrz WłPS która zyskała nowego konkurenta na centrolewicy. Socjalistom nie powiodły się próby umocnienia swojej pozycji kosztem komunistów i partii lewicy pozaparlamentarnej czy demokratycznych partii mieszczańskich. Swoje wpływy polityczne umocniła partia radykalna. W połowie 1978 roku wewnątrz partii doszło do ostrej dyskusji na temat historycznego znaczenia leninizmu która doprowadziła do pogorszenia się relacji socjaliści-komuniści.
W sytuacji kryzysowej znalazła się mniejsza Włoska Partia Socjaldemokratyczna, w październiku 1978 roku doszło do zmian w KC WłPSD, nowym sekretarzem partii został Pietro Longo. WłPSD zbliżyła się do socjalistów kosztem relacji z chadecją która coraz częściej oskarżana była przez socjaldemokratów o to, że chce doprowadzić do utworzenia z partii socjaldemokratów własnej partii satelickiej, nowa strategia przyniosła pewne sukcesy. Nowy program WłPSD po raz pierwszy od roku 1947 nie zawierał elementów antykomunistycznych i po raz pierwszy w historii, partia opowiedziała się za pełną jednością włoskiej lewicy.
W 1978 roku na żądanie socjalistów do dymisji poddał się prezydent Giovanni Leone oskarżany o to, że wykorzystuje swój urząd do celów prywatnych. Nowym prezydentem wybrany został socjalista Allesandro Pertini – zdobył on 87% głosów i był pierwszym prezydentem wybranym tak dużą ilością głosów W 1979 roku w wyborach parlamentarnych WłPS zdobyła 9,87%, socjaldemokraci uzyskali 3,8% na centrolewicę głosowało łącznie około 5 milionów osób.

### Ostatnie lata istnienia partii
W okresie przywództwa Bettino Craxiego (od 1976 do 1993) partia znacznie się rozwinęła. Nowy lider zadbał o ochronę tożsamości ideowej socjalistów, odwoływał się do ideałów demokratycznego socjalizmu. Konsekwentnie stawiał na sojusz z chadekami przeciwko komunistom. W latach 1983–1987 Bettino Craxi pełnił urząd premiera Włoch. PSI pod jego rządami stawała się formacją coraz bardziej umiarkowaną. Za swe wielkie, historyczne dzieło uznała pogodzenie tradycji socjalistycznych z tradycją liberalną, w tym okresie głosiła idee „nowoczesnego reformizmu” i „liberalnego socjalizmu”, oddalając się coraz bardziej od tradycji socjalistycznej.
W kolejnych latach partia przeszła na pozycje bliskie socjalliberalizmowi i centryzmowi.
Partia przez większą część okresu największymi wpływami cieszyła się na północy kraju, sytuacja ta zmieniła się na przełomie lat 80. i 90. W wyborach 1992 roku większość głosów na socjalistów pochodziło z południa. Socjaliści, komuniści i chadecy stracili swoje bazy wyborcze na północy kraju (zwłaszcza w Lombardii) gdzie popularność zyskała prawicowo-regionalistyczna Liga Północna.
Skandale korupcyjne z początku lat 90. nie ominęły również socjalistów. W 1993 prokuratura w Mediolanie oskarżyła Bettino Craxiego o pobieranie olbrzymich łapówek od przedsiębiorstw prywatnych w zamian za udzielanie im zamówień na prace opłacane z kasy państwa. Sprawa ta stała się powodem upadku wieloletniego szefa socjalistów, który rok później w trakcie śledztwa wyjechał do Tunezji i odmówił powrotu do kraju. Wkrótce okazało się, iż w podobne skandale było zamieszane niemal całe kierownictwo socjalistów. Efektem skandali korupcyjnych stała się porażka wyborcza w 1994 – zaledwie 15 deputowanych i 12 senatorów (w poprzednich wyborach uzyskała dla porównania odpowiednio 92 i 49 mandatów).

## Struktury
Struktury WłPS tworzyły organizacje terytorialne. Podstawą strukturą była sekcja, należeli do niej członkowie partii zamieszkujący obszar podlegający danej sekcji. Obok sekcji działały socjalistyczne komórki zakładowe, w 1978 roku partia posiadała 7900 takich jednostek. Na skutek reformy wewnątrzpartyjnej z 1975 roku wprowadzono komitety strefowe, koordynowały one działalność poszczególnych sekcji. Jednostki terenowe kontrolował komitet federacji który uzgadniał z jednostkami działania partii. Na obszarze prowincji formą organizacji był region a władzą partii na tym szczeblu był komitet regionalny.
Najwyższym organem partii był Zjazd, a w okresach pomiędzy zjazdami był to Komitet Centralny partii. Spośród członków KC wyłaniano Kierownictwo partii i Sekretariat. Liderem WłPS oficjalnie był sekretarz polityczny, od 1981 roku wybierany on był przez zjazd partii (wcześniej przez kierownictwo).
Obowiązywała zasada niełączenia stanowisk (stąd też np. działacze nie mogli jednocześnie sprawować funkcji kierowniczej w partii i w administracji terenowej). Członkowie partii zarządzający jednostkami publicznymi tj. urzędy, przedsiębiorstwa mogli kandydować do parlamentu dopiero po upływie rocznej kadencji. Działaczy WłPS w administracji publicznej obowiązywała zasada rotacji.

### Podziały frakcyjne
W partii działały frakcje zwane corerenti. W latach 80. największymi frakcjami były grupy – „autonomistów” (liderem był Pietro Nenni, grupa reprezentowała ciągłość kierownictwa partii, frakcja ta była największa i po II wojnie światowej zdominowała życie wewnątrzpartyjne); „lewicy socjalistycznej” (powstała w 1964 roku z Claudio Signorile na czele); „odwet socjalistyczny” (powstała w 1968 roku na gruncie żądań wyjaśnienia udziału służb bezpieczeństwa w próbie nieudanego skrajnie prawicowego zamachu stanu – „autonomiści” starali się te żądania uciszyć, gdyż nie chcieli doprowadzić do konfliktu z chadekami, głównymi działaczami nurtu byli Ricardo Lombardi i De Martino); „obecność socjalistyczna” (na czele z Mancinim, wraz z De Marino utworzyli „nowy sojusz większościowy” co doprowadziło do zwiększenia pozycji De Martino, a następnie doprowadziło do wybrania go na przewodniczącego partii). Najmniej liczebna była „nowa lewica” na czele z Cognidolą i Michelem Achilim. Działanie frakcji zostało formalnie wstrzymane w 1976 roku decyzją plenum Komitetu Centralnego w praktyce frakcje działały do rozwiązania partii.
Poparcie dla poszczególnych frakcji poniekąd przedstawiło się na zjeździe partii z 1978 roku. W czasie zjazdu za projektem uchwały zgłoszonego przez „autonomistów” i „lewicowych socjalistów” opowiedziało się 63,04% uczestników, za projektem „odwetu” 25,9%, „obecności” 7,1% a „nowej lewicy” tylko 3,96%.
Liczebność WłPS po II wojnie światowej oscylowała między 400 a 600 tysiącami członków. 47% działaczy WłPS pochodziło z północnych Włoch (głównie z Lombardii), 35% ze środkowych Włoch a 18% z południa. 2-% działaczy partii stanowiły kobiety. Największe organizacje partyjne skupiły się w średnich miastach (50-100 tysięcy mieszkańców). Partia nie miała swoich organizacji w 2,3 tysiącach gmin (na 8 tysięcy ogółem). W 1973 roku robotnicy stanowili 35,2% członków, urzędnicy i przedstawiciele wolnych zawodów 20,9%, rolnicy 13%, rzemieślnicy i pracownicy sfery usługowej 7,4%, bezrobotni 13,5% a pozostali 10%. Od 1977 roku partia podjęła wysiłki na rzecz odbudowy robotniczego trzonu partii i odmłodzenia kadr.

### Wpływ na inne organizacje, media
Partia posiadała duże wpływy w innych organizacjach o charakterze socjalistycznym. WłPS związana była z Włoską Federacją Młodzieży Socjalistycznej która określana była często jako „szkoła” kadr WłPS. WFMS działała głównie w szkołach i uczelniach w większych miastach. W 1979 roku organizacja liczyła 50 tysięcy członków. Z socjalistami współpracował Włoski Związek Zawodowy, WZZ powstał w czerwcu 1948 roku gdy socjalistyczni związkowcy odeszli z CGIL który przychylał się raczej w stronę komunistów, socjaliści zachowali jednak pewne wpływy w CGIL oraz działali w chadeckiej Włoskiej Konfederacji Związków.
WłPS miała duże wpływy w drugim programie telewizji państwowej. Od 1891 roku ukazywał się dwutygodnik „Critica sociale” założony przez Turatiego. Miesięcznikiem partii był wychodzący od 1947 roku „Mondo Operaio”. Organem prasowym był dziennik „Avanti” który na rynku pojawił się w 1896 roku. W 1960 roku powstał kwartalnik „Problemi del socialismo”, w 1966 roku „Il Ponte”, w 1974 roku miesięcznik „Citta e regione”.